# Bank of California

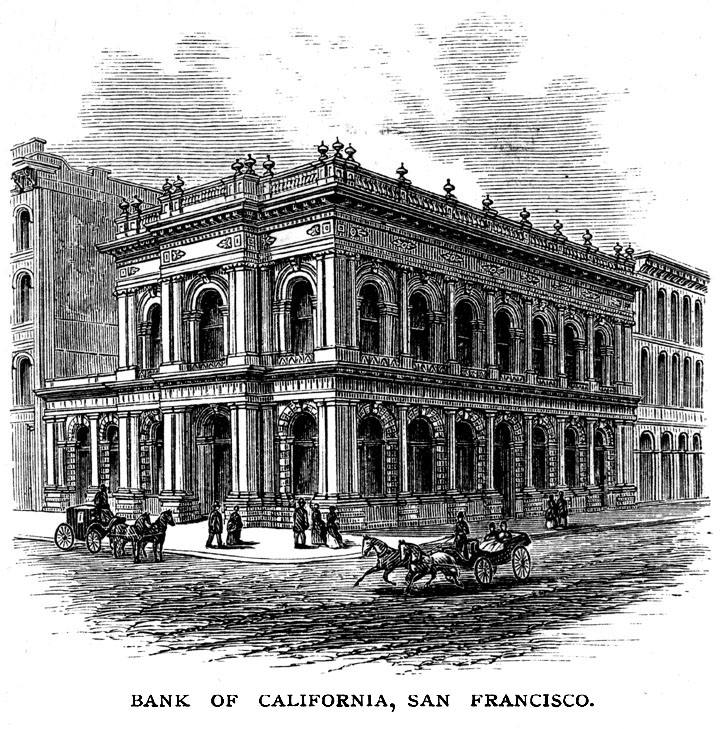
El Banco de California en 1875

El Bank of California (Banco de California en español) fue una institución financiera estadounidense, fundada en San Francisco (California) el 4 de julio de 1864 por William Chapman Ralston. Fue el primer banco comercial en el Oeste de Estados Unidos, el segundo banco más rico de la nación y considerado fundamental en el desarrollo del Viejo Oeste.

## Historia
El antepasado inmediato del banco fue la empresa bancaria Garrison, Morgan, Fretz & Ralston, establecida en San Francisco en enero de 1856 por un grupo que incluía a Ralston, Cornelius K. Garrison y R.S. Fretz. Ralston estableció el Banco de California en 1864, cuando vendió acciones a 22 de los principales empresarios del estado a 100 dólares cada título. El banco abrió sus puertas el 4 de julio de 1864, con Darius Ogden Mills como presidente y Ralston como cajero; Louis McLane estaba en la junta directiva. Se abrió una sucursal en Gold Hill (Nevada), cerca de Virginia City, el 4 de septiembre de 1864. William Sharon fue el agente en Nevada del banco durante mucho tiempo.
El edificio del Banco de California en la esquina noroeste de las calles California y Sansome, en San Francisco, se construyó con la piedra procedente de cantera situada en la cercana Isla de los Ángeles en la Bahía de San Francisco, y se dijo que era "una de las estructuras más bonitas de la costa..."

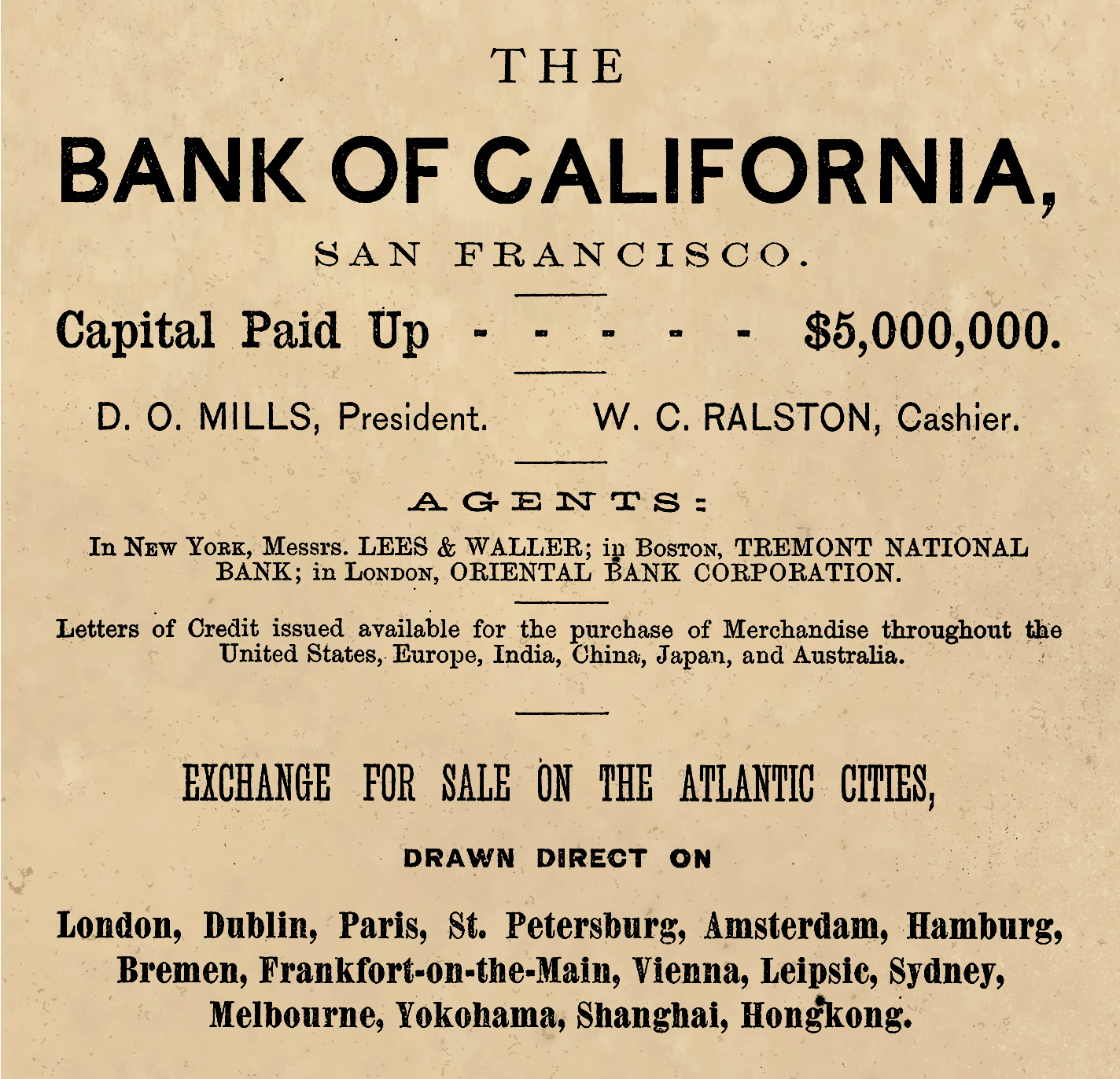
Anuncio del Bank of California hacia 1870

El Banco de California financió varias operaciones mineras en la veta Comstock, acaparando los derechos de algunas minas cuando sus propietarios no pudieron devolver los préstamos recibidos. Algún tiempo después, estas minas generaron enormes ganancias para el banco. Sin embargo, en algunas ocasiones Ralston prestó dinero a los dueños de las minas en condiciones que inevitablemente llevaban al incumplimiento y al traspaso de la propiedad de los derechos mineros. En el apogeo de su poder, Ralston y su "Anillo" (como se conocía a sus asociados) pudieron ejercer una influencia monopolística sobre las secciones de comercio e industria en San Francisco y en Virginia City.
En julio de 1869, Ralston evitó una fuga masiva de clientes del banco por falta de liquidez, al intercambiar casi un millón de dólares en lingotes de oro por un valor equivalente en moneda de oro de la Sub-Tesorería de los Estados Unidos en San Francisco. La transferencia se llevó a cabo en medio de la noche por dos de los asociados de Ralston, Asbury Harpending y Maurice Dore. Cuando el banco abrió sus puertas por la mañana, la visión de una bandeja tras otra de monedas de oro en las ventanas de los cajeros sofocó cualquier pensamiento de los depositantes acerca de abandonar el banco.
Mills se retiró como presidente del Banco de California en octubre de 1873 y fue sucedido por Ralston, quien mantuvo a Mills en la junta directiva por el prestigio de su nombre.

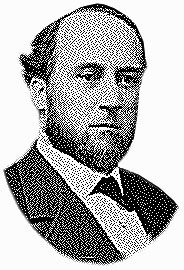
William C. Ralston

En un episodio de pánico propiciado por la volatilidad de las acciones mineras de Nevada, el Banco de California sufrió una retirada generalizada de fondos el jueves 26 de agosto de 1875. El banco quebró y Ralston se arruinó. A la mañana siguiente presentó una escritura de garantía, entregó todo lo que tenía a Sharon, y la escritura fue pasada por el notario. Ralston luego admitió irregularidades en las prácticas bancarias ante la junta directiva y fue destituido como presidente. Caminó hasta North Beach para alejarse de las multitudes enojadas y fue a la casa de baños de Neptuno, donde estaba acostumbrado a nadar en el océano en los días de verano. Nadó tan lejos como pudo y no regresó. Cuando su cuerpo fue recuperado, se descubrió que había muerto víctima de un derrame cerebral.
El banco reabrió sus puertas el 2 de octubre de 1875, con dos millones de dólares en monedas de oro en efectivo y Mills siendo nuevamente presidente. Cuando se estableció la cámara de compensación de San Francisco en 1876, los bancos principales de la ciudad, en orden de importancia, fueron el Banco de California, el Nevada Bank (inaugurado en 1875 con McLane como presidente), Anglo-California Bank, Ltd. y Wells Fargo. Durante la crisis económica de 1878, el capital del banco se redujo en dos millones de dólares.
Tras el retiro de Mills en 1878, William Alvord, un destacado comerciante, fue elegido presidente del banco. Bajo su liderazgo, el Banco de California se convirtió en uno de los principales centros de intercambio entre los mercados monetarios europeos y los de Japón y China.
Fue Alvord quien, en 1887, advirtió a James C. Flood de signos de irregularidades en el Banco de Nevada, lo que permitió a Flood evitar el colapso de su banco tras las especulaciones de su entidad en el mercado del trigo.
Alvord fue presidente del Banco de California hasta su muerte en San Francisco el 21 de diciembre de 1904. En enero de 1905, Homer S. King dejó a Wells Fargo & Company para asumir la presidencia del Banco de California.

### Fusiones
- El 1 de abril de 1996, el banco se fusionó con Union Bank para formar Union Bank of California, convirtiéndose en el tercer banco comercial más grande de California.

- En 2008 se convirtió en una subsidiaria de propiedad total de la japonesa Mitsubishi UFJ Financial Group, y pasó a llamarse MUFG Union Bank.